# Nemojtianka
Nemojtianka (ryska: Немойтянка) är ett vattendrag i Belarus.   Det ligger i voblasten Vitsebsks voblast, i den nordöstra delen av landet, 170 km nordost om huvudstaden Minsk.
Omgivningarna runt Nemojtianka är en mosaik av jordbruksmark och naturlig växtlighet. Runt Nemojtianka är det ganska tätbefolkat, med 83 invånare per kvadratkilometer.